# Arette
Arette is een gemeente in het Franse departement Pyrénées-Atlantiques (regio Nouvelle-Aquitaine). De plaats maakt deel uit van het arrondissement Oloron-Sainte-Marie. Arette telde op 1 januari 2022 1.052 inwoners.

## Geografie
De oppervlakte van Arette bedroeg op 1 januari 2022 92,23 vierkante kilometer; de bevolkingsdichtheid was toen 11,4 inwoners per km².

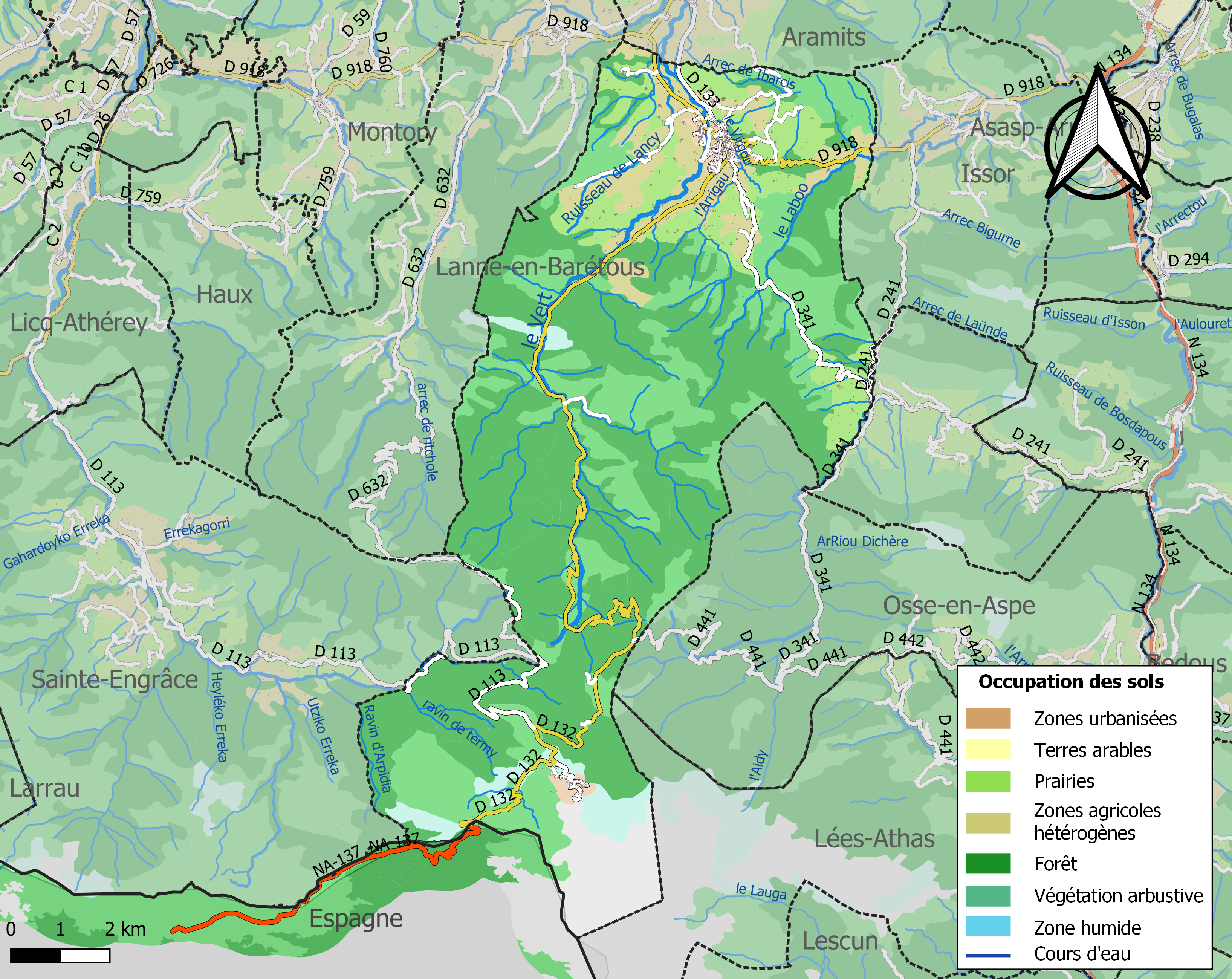
Kaart van de gemeente met belangrijkste infrastructuur, bodemgebruik en omliggende gemeenten

## Demografie
Onderstaande figuur toont het verloop van het inwonertal (bron: INSEE-tellingen).